# Siloca
Siloca Simon, 1902 è un genere di ragni appartenente alla famiglia Salticidae.

## Distribuzione
Le nove specie oggi note di questo genere sono diffuse nelle Grandi Antille e in America meridionale, tutti endemismi.

## Tassonomia
A dicembre 2010, si compone di nove specie:
- Siloca bulbosa Tullgren, 1905 — Argentina
- Siloca campestrata Simon, 1902 — Brasile
- Siloca cubana Bryant, 1940 — Cuba
- Siloca electa Bryant, 1943 — Hispaniola
- Siloca minuta Bryant, 1940 — Cuba
- Siloca monae Petrunkevitch, 1930 — Porto Rico
- Siloca sanguiniceps Simon, 1902[2] — Brasile
- Siloca septentrionalis Caporiacco, 1954 — Guiana francese
- Siloca viaria (Peckham & Peckham, 1901) — Giamaica